# Xwla (langue)
Ne doit pas être confondu avec Xwela.
Le xwla ou phla est une langue gbe parlée au Bénin et au Togo.